# Santa Rita (Chiapas)
Santa Rita es una localidad del estado mexicano de Chiapas. Es parte del municipio de La Trinitaria.

## Toponimia
El nombre «Santa Rita» hace referencia al santo patrono de la localidad: Rita de Casia.

## Demografía
| Gráfica de evolución demográfica |
|                                  |

| Censo | Población |
| ----- | --------- |
| 1900  | 538       |
| 1910  | 461       |
| 1921  | 182       |
| 1930  | 182       |
| 1940  | 237       |
| 1950  | 392       |
| 1960  | 558       |
| 1970  | 718       |
| 1980  | 871       |
| 1990  | 1 049     |
| 2000  | 1 187     |
| 2010  | 1 389     |
| 2020  | 1 537     |